# Belgisch kampioenschap wielrennen voor dames aspiranten

De Belgische kampioenentrui

Het Belgisch kampioenschap wielrennen voor dames aspiranten is een jaarlijkse wielerwedstrijd in België voor rensters van 12 tot en met 14 jaar met Belgische nationaliteit. In elke afzonderlijke leeftijd wordt gereden voor de nationale titel.

## Erelijst

### Eerstejaars
| Jaar | Plaats                | Winnaar                 | 2de               | 3de                   |
| 2009 | Wielsbeke             | Lenny Druyts            | Eva Maria Palm    | France De Potter      |
| 2008 | Ciney                 | Femke Van den Driessche | Laura Verdonschot | Saartje Vandenbroucke |
| 2007 | Frasnes-lez-Buissenal | Dana Lodewyks           | Ganaelle Reynaert | Shana Maes            |

### Tweedejaars
| Jaar | Plaats                | Winnaar               | 2de               | 3de           |
| 2009 | Wielsbeke             | Saartje Vandenbroucke | Laura Verdonschot | Anka Hermans  |
| 2008 | Ciney                 | Dana Lodewyks         | Demmy Druyts      | Laura Donders |
| 2007 | Frasnes-lez-Buissenal | Jessy Druyts          | Evy Roelen        | Marine Weron  |

### Derdejaars
| Jaar | Plaats                | Winnaar         | 2de               | 3de                   |
| 2009 | Wielsbeke             | Dana Lodewyks   | Kaat Vandermeulen | Ludovica Welsch       |
| 2008 | Ciney                 | Jessy Druyts    | Evy Roelen        | Naomi Van Coppernolle |
| 2007 | Frasnes-lez-Buissenal | Shauni Corthout | Sofie Stallaert   | Shana Van Glabeke     |